# Seia
Seia és un municipi portuguès, situat al districte de Guarda, a la regió del Centre i a la Subregió de Serra da Estrela. L'any 2004 tenia 27.674 habitants. Es divideix en 29 freguesias. Limita al nord amb Nelas i Mangualde, al nord-est amb Gouveia, a l'est amb Manteigas, al sud-est amb Covilhã, al sud-oest amb Arganil i a l'oest amb Oliveira do Hospital.

## Freguesies
- Alvoco da Serra
- Cabeça
- Carragozela
- Folhadosa
- Girabolhos
- Lajes
- Lapa dos Dinheiros
- Loriga
- Paranhos da Beira
- Pinhanços
- Sabugueiro
- Sameice
- Sandomil
- Santa Comba
- Santa Eulália
- Santa Marinha
- Santiago
- São Martinho
- São Romão
- Sazes da Beira
- Seia
- Teixeira
- Torrozelo
- Tourais
- Travancinha
- Valezim
- Várzea de Meruge
- Vide
- Vila Cova à Coelheira

## Població
| Població del concelho de Seia (1801 – 2004) | Població del concelho de Seia (1801 – 2004) | Població del concelho de Seia (1801 – 2004) | Població del concelho de Seia (1801 – 2004) | Població del concelho de Seia (1801 – 2004) | Població del concelho de Seia (1801 – 2004) | Població del concelho de Seia (1801 – 2004) | Població del concelho de Seia (1801 – 2004) | Població del concelho de Seia (1801 – 2004) |
| ------------------------------------------- | ------------------------------------------- | ------------------------------------------- | ------------------------------------------- | ------------------------------------------- | ------------------------------------------- | ------------------------------------------- | ------------------------------------------- | ------------------------------------------- |
| 1801                                        | 1849                                        | 1900                                        | 1930                                        | 1960                                        | 1981                                        | 1991                                        | 2001                                        | 2004                                        |
| 9993                                        | 14557                                       | 31929                                       | 31283                                       | 34436                                       | 31352                                       | 30362                                       | 28144                                       | 27574                                       |